# 2026
2026 (MMXXVI) es el próximo año. Será un año común que comenzará en jueves en el calendario gregoriano. Será también el número 2026 anno Domini o de la designación de era cristiana, además del vigésimo sexto año del Siglo XXI y del III milenio. Será el sexto año de la tercera década del Siglo XXI y el séptimo del decenio de los 2020.
El año 2026 será:
- El Año del Caballo, según el horóscopo chino.

## Acontecimientos

### Enero
- 1 de enero: se espera que Bulgaria adopte el euro como moneda oficial y entre a la Eurozona.[1]
- 1 de enero: se cumplen 25 años del día del inicio del siglo XXI y del inicio del tercer milenio (01-01-2001) (véase enero de 2001).
- 6 de enero: finalizará el Jubileo de 2025, por primera vez un papa distinto al que inició esta ceremonia religiosa se encargará de clausurarla.
- 27 de enero: asume el presidente de Honduras, sucesor de Xiomara Castro.

### Febrero
- En Costa Rica se celebrarán elecciones generales.

### Marzo
- 11 de marzo: asunción del presidente de Chile, sucesor de Gabriel Boric.
- En Colombia se celebrarán elecciones legislativas.

### Abril
- 12 de abril: en Perú se celebrarán elecciones generales.

### Mayo
- 8 de mayo: asunción del Presidente de Costa Rica, sucesor de Rodrigo Chaves.
- 31 de mayo: en Colombia se celebrarán elecciones presidenciales.
- 26 de mayo: se espera que Rockstar Games lance Grand Theft Auto VI.[2]

### Junio
- 10 de junio: se estima que en Barcelona (España) se finaliza el Templo Expiatorio de la Sagrada Familia, posiblemente con intención de conmemorar el centenario de la fecha de fallecimiento de Antoni Gaudí.[3][4]
- 11 de junio: inicia la Copa Mundial de Fútbol de 2026 en Estados Unidos, México y Canadá.

### Julio
- 4 de julio: se espera que se de un sinnúmero de celebraciones a lo largo y ancho de los Estados Unidos continentales, por sus 250 años de independencia del Reino Unido.
- 19 de julio: termina la Copa Mundial de Fútbol de 2026.
- 28 de julio: asunción del presidente de Perú, sucesor de Dina Boluarte.

### Agosto
- 7 de agosto: asunción del 62° presidente de Colombia, sucesor de Gustavo Petro.
- 12 de agosto: eclipse solar total visible desde España.

### Septiembre
- Durante septiembre: se espera que se lleve a cabo la misión Artemis 3.

### Octubre
- 4 de octubre: en Brasil se celebrarán elecciones generales.

### Noviembre
- En Nicaragua se celebrarán elecciones generales.

### Diciembre
- 22 de diciembre: en Sudán del Sur están programadas las elecciones generales, las primeras desde la independencia del país en 2011.[5]

## Deportes

### Multideportivo
- Del 6 al 26 de febrero se celebrarán los XXV Juegos Olímpicos de Invierno en Milán-Cortina d'Ampezzo, Italia.
- Del 6 al 15 de marzo se celebrarán los XIV Juegos Paralímpicos de Invierno en Milán-Cortina d'Ampezzo, Italia.
- Del 11 de junio al 19 de julio se celebrarán la XXIII Copa Mundial de Fútbol de 2026 que se realizará en Canadá, Estados Unidos y México.
- el 8 de febrero se celebrarán en el Super Bowl LX
- el 15 de febrero se celebrarán la 75.ª edición de la All-Star Game de la NBA 2026
- el 30 de mayo se celebrarán en la Final de la Liga de Campeones de la UEFA 2025-26 en Puskás Aréna, Budapest, Hungría.
- en Estados Unidos y Canadá se celebrarán en la Temporada 2026 de las Grandes Ligas de Béisbol
- en América del Sur se celebrarán la 67.ª edición de la Copa Libertadores 2026
- en América del Sur se celebrarán la 25.ª edición de la Copa Sudamericana 2026
- en América del Sur se celebrarán la 34.ª edición de la Recopa Sudamericana 2026
- en América del Sur se celebrarán la 17.ª en la Copa Libertadores Femenina 2026
- en Venezuela se celebrarán la 70.ª edición de la Primera División de Venezuela 2026
- en Chile se celebrarán la 110.ª edición de la Primera División de Chile 2026
- en Argentina se celebrarán la 96.ª edición de la Campeonato de Primera División 2026 (Argentina)
- en Fórmula 1 se celebrarán la 77.ª edición de la Temporada 2026 de Fórmula 1
- en Italia se celebrarán la 109.ª edición del Giro de Italia 2026
- en Francia se celebrarán la 113.ª edición del Tour de Francia 2026
- en España se celebrarán la 81.ª edición de la Vuelta a España 2026
- en Francia se celebrarán la 84.ª edición del París-Niza 2026
- en España se celebrarán la 42.ª edición de la Supercopa de España de 2026
- en los Estados Unidos se celebrarán la 107.ª edición de la Temporada 2026 de la NFL
- en Reino Unido se celebrarán la 35.ª edición de la Premier League 2026-27
- en Europa se celebrarán la 72.ª edición de la Liga de Campeones de la UEFA 2026-27
- en Europa se celebrarán la 56.ª edición de la Liga Europa de la UEFA 2026-27
- en Europa se celebrarán la 26.ª edición de la Liga de Campeones Femenina de la UEFA 2026-27
- en Europa se celebrarán la 6.ª edición de la Liga Conferencia de la UEFA 2026-27
- en Argentina se celebrarán la 16.ª edición de la Copa Argentina 2026
- en Colombia se celebrarán la 24.ª edición de la Copa Colombia 2026
- en España se celebrarán la 123.ª edición de la Copa del Rey de fútbol 2026-27
- en Alemania se celebrarán la 64.ª edición de la 1. Bundesliga 2026-27
- en Reino Unido se celebrarán la 35.ª de la English Football League Two 2026-27
- en Reino Unido se celebrarán la 146.ª edición de la FA Cup 2026-27
- en España se celebrarán la 96.ª edición de la Primera División de España 2026-27
- en Reino Unido se celebrarán la 25.ª edición de la English Football League One 2026-27
- en España se celebrarán la 96.ª edición de la Segunda División de España 2026-27
- en Italia se celebrarán la 95.ª edición de la Seria A (Italia) 2026-27
- en Francia se celebrarán la 89.ª edición de la Ligue 1 2026-27
- en Moldavia se celebrarán la 36.ª edición de la Superliga de Moldavia 2026-27
- en Argelia se celebrarán la 63ª edición de la Campeonato Nacional de Argelia 2026-27

## National Basketball Association
- en Canadá y Estados Unidos se celebrarán la 81.ª edición de la Temporada 2026-27 de la NBA

## National Football League
- En Estados Unidos se celebrarán la 107.ª edición Temporada 2026 de la NFL

## Liga de Campeones de la UEFA
- En Europa se celebrarán la 72.ª edición de la Liga de Campeones de la UEFA 2026-27

## Conmebol
- en América del Sur se celebrarán la 67.ª edición de la Copa Libertadores 2026
- en América del Sur se celebrarán la 34.ª edición de la Recopa Sudamericana 2026
- en América del Sur se celebrarán la 25.ª edición de la Copa Sudamericana 2026

## Premier League
- en Inglaterra se celebrarán la 35.ª edición de la Premier League 2026-27

## Grandes Ligas de Béisbol
- en Canadá y Estados Unidos se celebrarán de la Temporada 2026 de las Grandes Ligas de Béisbol

## Ciclismo
- en Italia se celebrarán la 109.ª edición del Gira de Italia 2026
- en Francia se celebrarán la 113.ª edición del Tour de Francia 2026
- en España se celebrarán la 81.ª edición de la Vuelta a España 2026
- en Francia se celebrarán la 84.ª edición de París-Niza 2026

## Arte y espectáculo
- 98.ª edición de los Premios Óscar

## Cine
Abril
- 24 de abril: Michael (película de 2026)

Diciembre
- 18 de diciembre: Avengers: Doomsday
- 23 de diciembre: Shrek 5

## Entretenimiento
- en Viña del Mar, Chile se celebrarán la 65.ª edición de LXV Festival Internacional de la Canción de Viña del Mar
- en Chile se celebrarán la 14.ª de Lollapalooza Chile 2026
- en Argentina se celebrarán la 11.ª edición de la Lollapalooza Argentina 2026